# Полковая сокровищница
Полковая сокровищница — памятник архитектуры национального значения в Прилуках. Сейчас здание не используется.

## История
Постановлением Кабинета Министров УССР от 24.08.1963 № 970 «Про упорядочение дела учёта и охраны памятников архитектуры на территории Украинской ССР» («Про впорядкування справи обліку та охорони пам’ятників архітектури на території Української РСР») присвоен статус памятник архитектуры национального значения с охранным № 834.
Установлены две информационные доски.

## Описание
Полковая сокровищница — одно из немногих сохранившихся общественных сооружений в Украине времён барокко. У дома расположены могила «неизвестному казаку 18 века» и пушка на лафете. 
Полковая сокровищница построена в начале 18 века в границах бывшей Прилукской крепости. Использовалась для хранения сокровищ, оружия, пороха казацкого Прилукского полка. По имени прилукского полковника Григория Игнатьевича Галагана получила название «арсенал Галагана».
Каменное, оштукатуренное, одноэтажное на подвале, однокамерное, прямоугольное в плане здание, с двухскатной крышей. Торцевые фасады завершаются нехарактерными для невысокого сооружения высокими фигурными фронтонами, которые были перестроены в 19 веке. Изначально была крыша с заломом (уступом) и укрытая дранкой. Окна полуциркульные. Фасады украшены пилястрами и нишами, завершаются карнизом с поребриком.  
В 1989 году, 2014 году проведены реставрационные работы.